# Gban (langue)
Pour les articles homonymes, voir ggu.
Le gban , ou gagou, est une langue mandée parlée en Côte d’Ivoire. Elle est parlée par les Gagous dans les sous-préfectures d’Oumé, de Diégonéfla et de Tonla dans le centre-ouest de la Côte d’Ivoire.